# Ruwim Weniaminowitsch Poljakow
Ruwim Weniaminowitsch (Beinassowitsch-Weniaminowitsch) Poljakow (russisch Рувим Вениаминович (Бейнасович-Вениаминович) Поляков, englisch Rouvime B. Poliakoff; * 8. Februarjul. / 20. Februar 1880greg. in St. Petersburg; † 30. Juli 1970 in der Bronx) war ein russisch-US-amerikanischer Maschinenbauingenieur und Hochschullehrer.

## Leben
Poljakow studierte an der Kaiserlichen Moskauer Technischen Schule (MGTU) mit Abschluss 1902. Er blieb dann dort und forschte und lehrte bis 1917. Er war Sekretär der Ingenieur-Mechanik-Abteilung der Polytechnischen Gesellschaft.
Von 1907 bis 1908 arbeitete er als Gastwissenschaftler an der University of Manchester Institute of Science and Technology (UMIST). Zusammen mit Dempster Smith führte er Studien zum Bohren in verschiedenen Metallen durch.
Nach der Oktoberrevolution emigrierte Poljakow in die USA und lebte in New York City. Er betätigte sich als Erfinder. Er veröffentlichte weiter wissenschaftliche Arbeiten. Er war Vizepräsident der Seamless Products Company. Er lehrte an der Columbia University.
Poljakow hatte zwei Töchter: Julija (1909–2005) heiratete 1950 den Journalisten und Dichter Wladimir Fjodorowitsch Manswetow (1910–1974). Gloria Beatrice (1921–1986) esr Dramaturgin. Sie  war mit  Ingenieur und Erfinder Henry Boltrek heiratete.
Poljakow starb am 30. Juli 1970 im St. Barnabas Hospital in der Bronx.